# Замок Мансанарес-эль-Реал

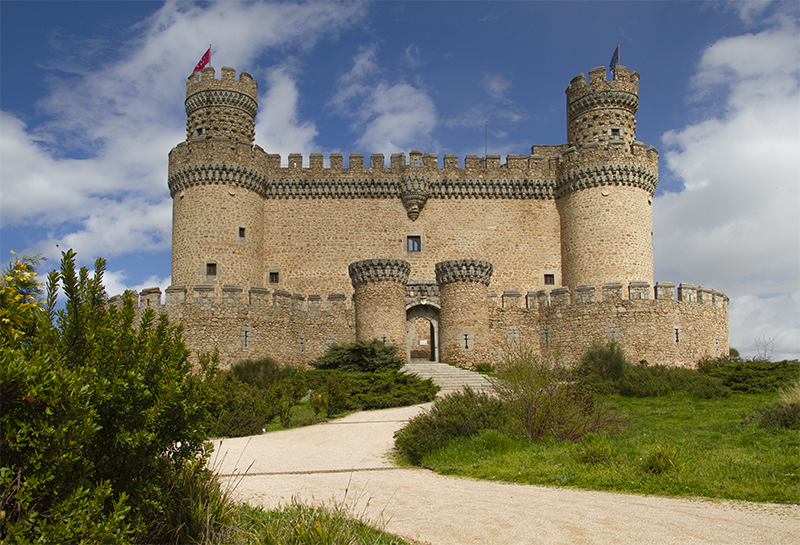
Мансанарес-эль-Реал

Замок Мансанарес-эль-Реал (исп. Castillo de Manzanares el Real) находится в одноимённом городе в испанской провинции Мадрид.

## История замка
В 1385 году король Хуан I Кастильский даровал Педро Гонсалесу де Мендосе (1340 — 1385) обширные земли. Подарок был сделан в благодарность за то, что Мендоса предоставил королю свою лошадь, когда кастильская армия была разбита португальцами в битве при Алжубарроте и Хуан I был вынужден бежать с поля боя. Считается, что первый замок на месте нынешнего Мансанареса-эль-Реала построил сын Педро, Диего Уртадо де Мендоса (1365 — 1404), 1-й маркиз де Сантильяна.
Эта крепость не сохранилась до наших дней, так как ещё при жизни Диего решил возвести неподалёку новый замок. Это намерение воплотил в жизнь его сын, дон Диего Уртадо де Мендоса, 1-й герцог дель Инфантадо (1415 — 1479), который, используя камни от старого замка, в 1475 г. приступил к строительству нового Мансанареса-эль-Реала.

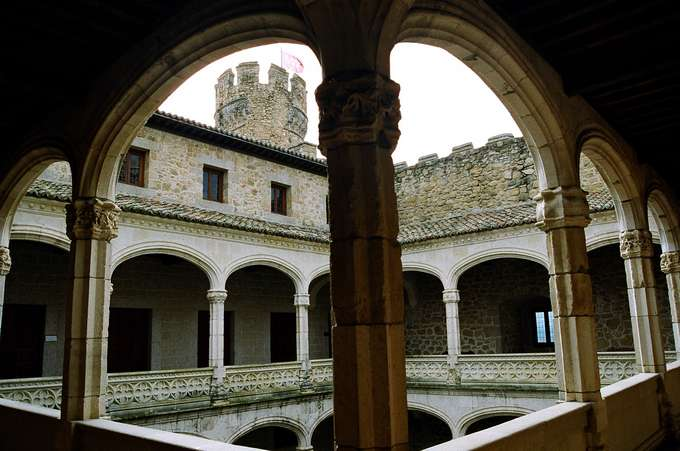
Внутренний двор замка

Новый замок прекрасно сохранился до наших дней и представляет собой квадратное в основании каменное строение размером 44 на 36 метров. В его углах расположены три круглые башни и одна квадратная, которая носит название «Башни Чествования» (исп. Torre del Homenaje). Внутри замка находится внутренний двор, окруженный двухъярусной галереей постройки архитектора Хуана Гуаса. Снаружи Мансанарес-эль-Реал окружен зубчатой стеной с бойницами в форме иерусалимского креста. Бойницы такой формы были сделаны в честь второго сына маркиза Мендосы — кардинала Педро Гонсалеса Мендосы (1428 — 1494), впоследствии архиепископа Севильского и Толедского, примаса Испании с 1482 г.

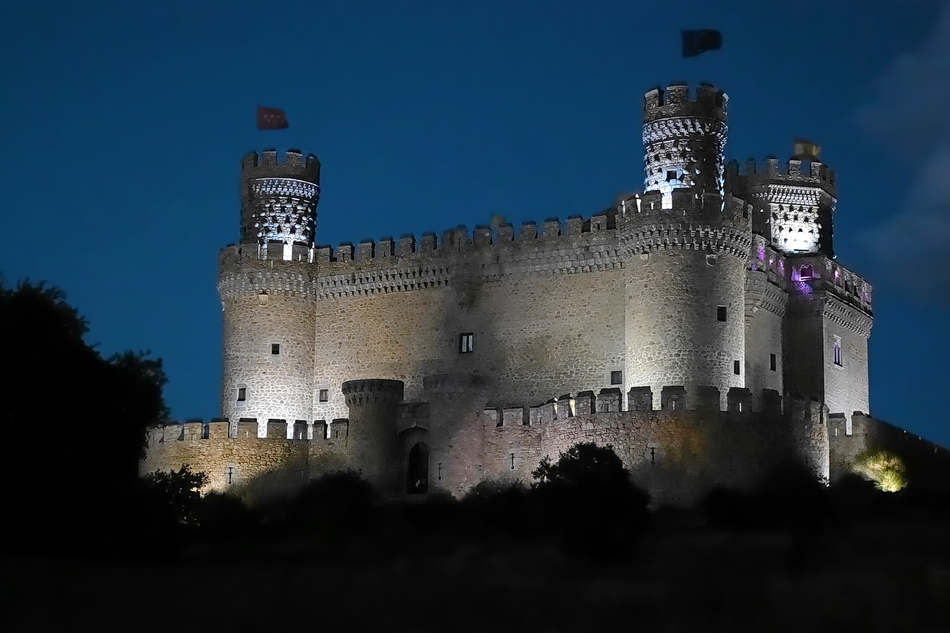
Замок вечером

Около века Мансанарес-эль-Реал был родовым замком семейства Мендоса. Однако после смерти в 1565 г. 4-го герцога дель Инфантадо его родственники не смогли поделить наследство, в результате после продолжительных тяжб замок не достался никому и был заброшен. За несколько столетий Мансанарес-эль-Реал сильно обветшал. Первая реставрация замка началась лишь в 1914 г. под руководством архитектора Висенте Лампареса Ромеры.
В 1931 г. Мансанарес-эль-Реал был признан историческим памятником и с тех пор охраняется государством. В 1965 г. герцог Инфантадо передал замок Муниципальному совету провинции Мадрид, а в 1974 г. под руководством архитектора Мануэля Гонсалеса Валькаркэля в замке были проведены масштабные реставрационные работы.

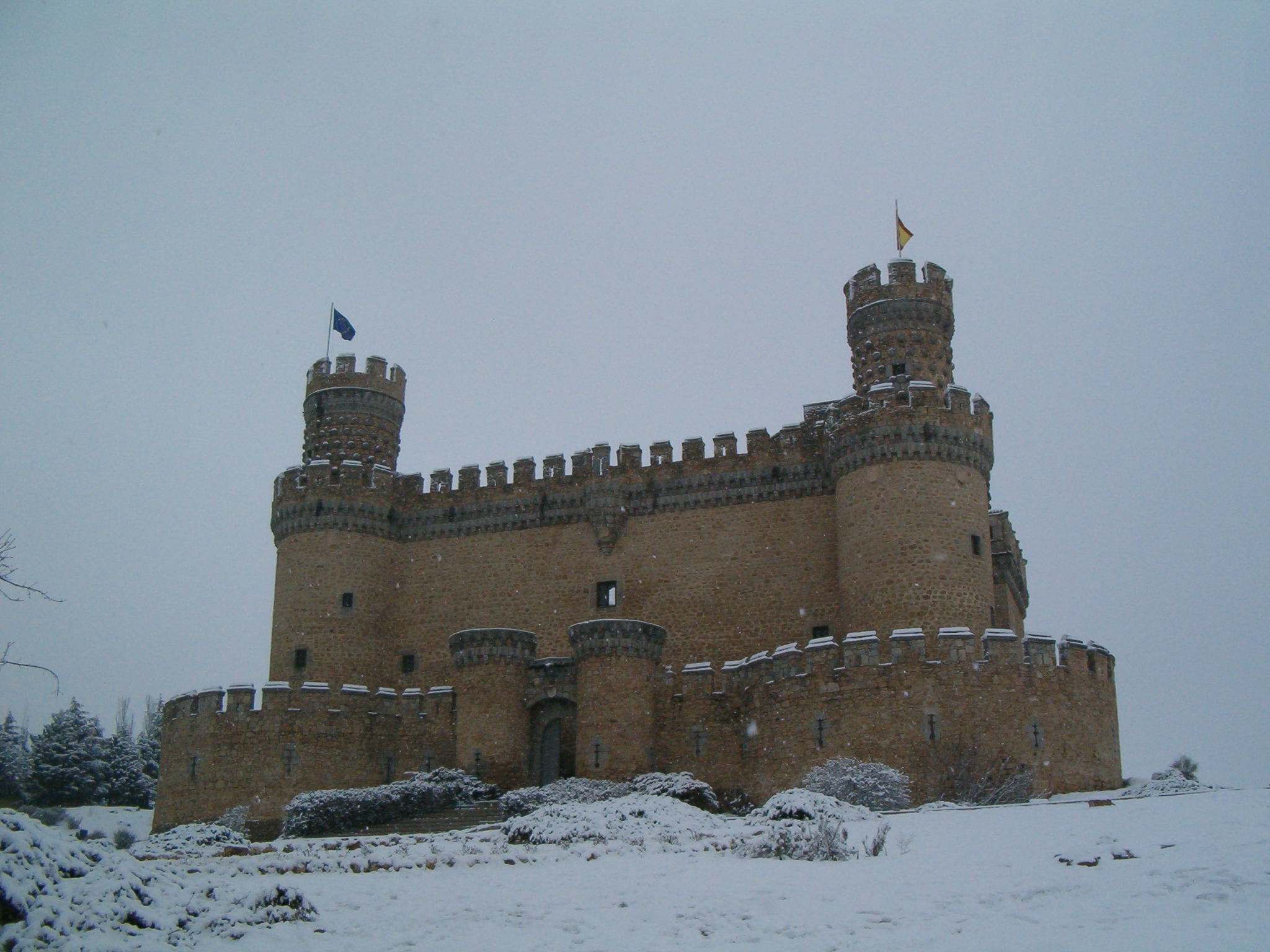
Мансанарес-эль-Реал зимой